# 南京中医薬大学
南京中医薬大学（なんきんちゅういやくだいがく、英語: Nanjing University of Traditional Chinese Medicine）は、江蘇省南京市栖霞区仙林大道138号に本部を置く中華人民共和国の国立大学。1954年創立、1995年大学設置。

## 概要
1954年に、江蘇省人民政府と国家漢方薬管理局が共同で設立された大学。 「江蘇省中医学校」、「江蘇新医学院」、「南京中医学院」と改称を経て、1995年に現在の南京中医薬大学となった。1993年、オーストラリア・ロイヤルメルボルン工科大学(RMIT)との間で共同で中国医学を専攻する講座を開設。また、中国で初の「高齢者福祉学部」を新設した。

## 沿革
- 1954年 前身の江蘇省中医進修学校が開校。
- 1995年 南京中医薬大学と改称。

## 学部
- 臨床医学部
  - 第一臨床医学部
  - 第二臨床医学部
  - 第三臨床医学部

- 中医学院·中西医結合学院 （中国語）
- 薬学院 （英語）（挂牌新中薬学院、康縁中薬学院）
- 医学院·整合医学学院
- 鍼灸推拿学院·健康回復学院 （中国語）（挂牌豊盛健康学院）
- 看護学院 （中国語）
- 衛生経済管理学院（挂牌先声商学院）
- 人工智能与信息技術学院
- 国際教育学院（与国際合作与交流処合署）
- 継続教育学院
- マルクス主義学院·医学人文学院
- 公共外語教学院
- 体育部
- 国際経方学院

## 研究所など
- 中医薬文献研究所
- 図書館
- 博物館

## 附属病院
直属附属病院
- 南京中医薬大学附属医院（江蘇省中医院（中国語版））
- 南京中医薬大学第二附属医院（江蘇省第二中医院）
- 南京中医薬大学附属南京中医院（南京市中医院（中国語版））
- 南京中医薬大学附属八一医院（中国人民解放軍東部戦区総医院（中国語版））
- 南京中医薬大学附属南京医院（南京市第二医院、徐州医科大学南京第二臨床学院）

非直属附属病院
- 南京中医薬大学常州附属医院（常州市中医医院）
- 南京中医薬大学無錫附属医院（無錫市中医医院）
- 南京中医薬大学徐州附属医院（徐州市中医院）
- 南京中医薬大学蘇州附属医院（蘇州市中医医院、上海中医薬大学と安徽中医薬大学の総合養成研究生基地）
- 南京中医薬大学昆山附属医院（昆山市中医医院、上海中医薬大学、山東中医薬大学、安徽中医薬大学、揚州大学の教学医院、国際教育基地）
- 南京中医薬大学塩城附属医院（塩城市中医院）
- 南京中医薬大学泰州附属医院（泰州市中医院）
- 南京中医薬大学附属中西医結合医院（江蘇省中西医結合医院、中国中医科学院江蘇分院）
- 南京中医薬大学南通附属医院（南通市中医院、南通大学附属南通中医院）
- 南京中医薬大学常熟附属医院（常熟市中医院、天津中医薬大学、蘇州大学の教学医院）
- 南京中医薬大学揚州附属医院（揚州市中医院）
- 南京中医薬大学江陰附属医院（江陰市中医院、上海中医薬大学、安徽中医薬大学、江西中医薬大学の教学医院）
- 南京中医薬大学姜堰附属医院（泰州市姜堰中医院）
- 南京中医薬大学張家港附属医院（張家港市中医院）
- 南京中医薬大学連雲港附属医院（連雲港市中医院）
- 南京中医薬大学鎮江附属医院（鎮江市中医院）
- 南京中医薬大学武進附属医院（常州市武進中医院、安徽中医薬高等専科学校の教学医院）
- 南京中医薬大学太倉附属医院（太倉市中医院）
- 南京中医薬大学淮安附属医院（淮安市中医院）
- 南京中医薬大学附属南京市中西医結合医院（南京市中西医結合医院、安徽中医薬大学の教学医院、南京理工大学の医工結合創新研究院）
- 南京中医薬大学宿遷附属医院（宿遷市中医院）
- 南京中医薬大学附属徐州市中心医院（徐州市中心医院）
- 南京中医薬大学附属河北以嶺医院（河北以嶺医院）
- 南京中医薬大学附属南京博大腎科医院（南京博大腎科医院）
- 南京中医薬大学附属深圳市中医院（深圳市中医院）
- 南京中医薬大学附属君協医院（東部戦区空軍医院）
- 南京中医薬大学如皋附属医院（筹）（如皋市中医院）
- 南京中医薬大学沭陽附属医院（筹）（沭陽県中医院、安徽中医薬大学教学医院）
- 南京中医薬大学附属蘇州市中西医結合医院（筹）（蘇州市中西医結合医院）
- 南京中医薬大学附属溧水中医院（筹）（南京市溧水区中医院）
- 南京中医薬大学附属鼓楼臨床医学院（南京市鼓楼医院）
- 南京中医薬大学金陵臨床医学院（東部戦区総医院）
- 南京中医薬大学無錫中西医結合臨床医学院（無錫第三人民医院）
- 南京中医薬大学南通中西医結合臨床医学院（南通市第三人民医院、南通中西医結合臨床医学院、南通大学附属南通第三医院）
- 南京中医薬大学中西医結合臨床医学院（連雲港市第一人民医院、連雲港中西医結合臨床医学院、徐州医科大学附属医院、南京医科大学臨床医学院、南京医科大学康達学院第一附属医院）

## 対外関係

### 日本における協定校
- 旭川医科大学
- 富山大学 和漢医薬学総合研究所
- 石川県立看護大学
- 熊本大学
- 森ノ宮医療学園ウェルランゲージスクール